# Кальсотада

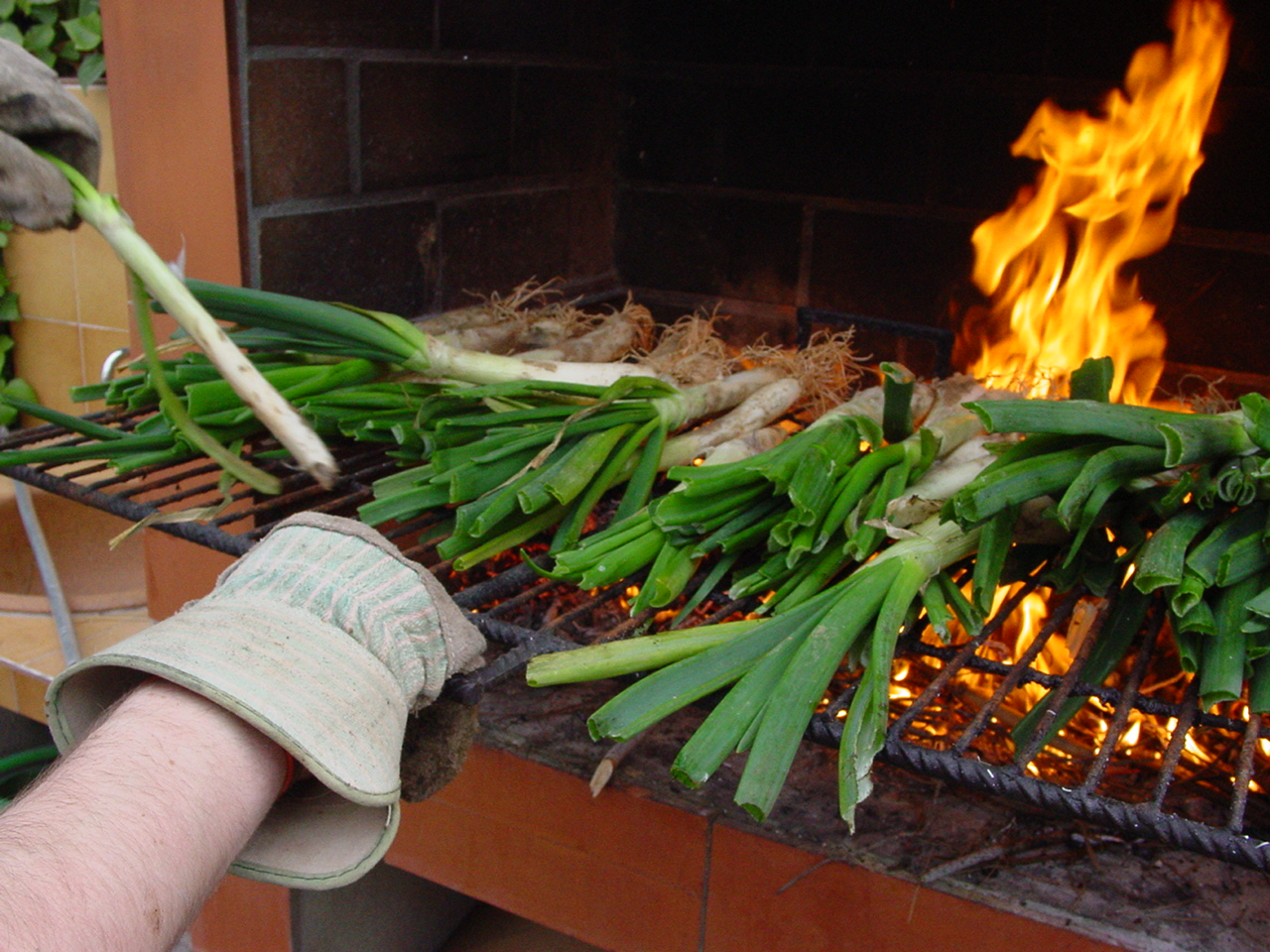
Приготування кальсоту на відкритому вогні.

Кальсотада (кат. calçotada) — це щорічне каталонське свято покликане відсвяткувати кінець зими та початок весни. В цей час у багатьох містах Каталунії влаштовуються великі святкування на яких заведено смажити спеціальний різновид цибулі — кальсот, та відпочивати з рідними та друзями. Історичним центром фестивалю вважається містечко Бальш, де кальсотаду відзначають в останню неділю січня. У 2024 році святкування відбулися з 27 по 28 січня. У 2025 році Кальсотада запланована на неділю 26 січня.
Головною стравою та візитівкою кальсотади є обвуглений на грилі кальсот, який традиційно подають завернутим у шматок газети. Страва подається гарячою, одразу з гриля, та налічує приблизно 25 цибулин. Перед тим як їсти, обвуглене стебло потрібно очистити від шкірки та змочити в соусі, що може стати дуже брудним заняттям. Саме тому все більше людей використовують одноразові рукавички та слинявчики, що хоч якось захищає одяг від плям.
Другорядними, але не менш традиційними стравами вважається м'ясне барбекю та овочі гриль. На площі створюється колективне багаття на якому можна посмажити бутіфару та інші ковбаски. Серед напоїв переважно продається місцеве вино або кава.
Підчас святкового фестивалю можна придбати кошик для пікніку від місцевих фермерів у який входить порція готового кальсоту, соус ромеско, хліб, помаранч, шматочок кексу та невелика пляшка місцевого червоного вина або кави.

## Історія
Вважається, що традиція приготування кальсоту на відкритому вогні походить із міста Бальш. Наприкінці XIX століття місцевий фермер, на ім'я Чат де Бенайджес, відкрив особливий спосіб вирощування білої цибулі: її садили підвішеною та засипали ґрунтом коли вона підростала. Згодом цей метод назвали кальсат, що і дало назву цьому різновиду цибулі. За легендою Чат випадково спалив цибулю і очистивши стебло від попелу відкрив ніжний смак всередині, що і дало початок страві.
Хоча у Бальші та регіоні кальсотаду відзначають з початку XX століття але популярною вона стала лише з середини минулого століття. Відтак, з часом кальсотада стала типовою стравою регіону Ал-Камп, а також поширилася на сусідні регіони (Таррагунес, Баш-Камп, Конка-де-Барбара та Пенедес). Сьогодні ця традиція набагато більш поширена і відмічається навіть на Майорці та на півночі Каталонії.

## Спосіб приготування
Кальсоти кладуть неочищеними на гриль з відкритим вогнем та обсмажують по 5 хвилин з кожної сторони. Деревиною традиційно використовується виноградна лоза. Після приготування їх загортають на 30 хвилин у газету, щоб вони остаточно розм'якшилися, але залишилися теплими. Зазвичай їх подають загорнутими та покладеними на шматок черепиці.

## Традиційні активності
- Змагання найкращого кальсоту від місцевих фермерів
- Змагання найкращийх ромеско соусів
- Загальний пікнік на площі міста
- Змагання з поїдання готового кальсоту
- Дегустація місцевого вина
- Кастель - формування піраміди з людей
- Парад гігантів - величезний людиноподібних ляльок